# Al-Muhtadi
al-Muhtadi, död 870, var abbasidernas 14:e kalif. Han var regerade kalif i Abbasidkalifatet mellan 869 och 870. 